# Élisabeth Jacquet de La Guerre
Élisabeth Jacquet de La Guerre (születési neve: Élisabeth Jacquet) (Párizs, 1665. március 17. – Párizs, 1729. június 27.) francia zenész, csembalóművész és zeneszerző.

## Élete
Elisabeth Jacquet Párizs, Saint-Louis-en-l'Ile községében született, egy fontos zenész családban. Csodagyereknek tartották, csembalón játszott XIV. Lajos király előtt, már pályafutása kezdetén bemutatkozott, mint virtuóz előadóművész. XIV. Lajos udvarában Madame de Montespan figyelt fel rá, és udvari zenészként alkalmazták. Később összeházasodott Marin de La Guerre orgonistával, aki a Sainte-Chapelle, orgonistájának Michel de La Guerre fia volt. 1684-ben hagyta el a királyi udvart. Ezt követően őt Elisabeth Jacquet de La Guerre-ként ismerték. Házassága után tanított és koncerteket adott otthonában és egész Párizsban, és szerzett nagy elismerést. Egy idézet Titon du Tillet-től, aki így beszél róla: "Csodálatos tehetség. Játéka és rögtönzése fantáziadús. Olykor improvizál egyet vagy még egy egész fél órát, nagyszerű változatos dallammal és harmóniával, és ez egészen a lehető legjobb ízléssel, amivel megbabonázza a hallgatóit." (Le Parnasse Français, 1732) Elisabeth Jacquet de La Guerre egyike volt azon kevés nőknek, akiket a barokk kor zeneszerzőként elismert.
A közelmúltban, megújult érdeklődés szerzeményei iránt, és rögzítésre került egy műve.
Az első kiadványa a Premier livre de pièces de clavessin volt, amit 1687-ben készített el. Ez volt azon kevés csembaló darabok gyűjteményének egyike, amit Franciaországban a XVII. században, Chambonnières, Lebegue és d'Anglebert műveivel együtt adtak ki. 1694. március 15-én, a Céphale et Procris, operáját, az Académie Royale de Musique-ban adták elő, amely az első olyan opera volt, amit egy nő írt Franciaországban.
A következő évben, 1695-ben, alkotott egy trió szonátát amelyet Marc-Antoine Charpentier, François Couperin, Jean-Fery Rebel és Sébastien de Brossard, műveivel együtt a legkorábbi francia példák között említik.
A következő években, bejelentette halálát majdnem minden közeli ismerősének: egyetlen fiának, anyjának, apjának, férjének és Nicolas testvérének. Ez nem volt termékeny időszak az életében.
Az 1707-es évben egy új csembaló darabot tett közzé a Pieces de Clavecin qui peuvent se jouer sur le Viollon-t majd azt a six Sonates pour le viollon et pour le clavecin követte. Ezek a munkák korai példái egy új műfajnak, ahol a csembaló kísérőjének használnak egy hangszert amely egy szólamban szerepel a hegedűvel; Rameau 's Pieces de clavecin en concerts valamelyest azonos típusú. Az 1707-es munkájának ajánlásában így beszél XIV. Lajos pártfogoltja, állandó csodálattal:
"Oly boldogság nekem Uram, ha a legújabb munkám Felségtől kaphat olyan dicsőséges fogadtatást, mint amit szinte kisgyermekkoromtól fogva élveztem Uramtól. Ha szabad emlékeztetnem arra, hogy soha nem utasította el, fiatalkori adakozásomat. Örömmel alkalmazott, hogy lásson egy tehetség születését, amit Önnek szenteltem, és megtisztelt dicséretével, amelynek értékét nem fogtam fel abban az időben. Kevés tehetségem azóta nőtt. Még keményebben igyekeztem Uram, hogy kiérdemeljem elismerését, amely mindig a világot jelentette nekem...."
Visszatért a vokális zeneszerzéshez két könyvével, a Cantates françoises sur des sujets tirez de l'Ecriture-rel amit kiadott 1708-ban és 1711-ben. Halála előtt 15 évvel jelent meg utolsó publikációja, a Cantates françoises (kb. 1715), amely világi kantáták gyűjteménye. Három csembalót hagyott az utókorra: egy kis hangszer fekete-fehér billentyűkkel, egy másik fekete billentyűkkel és egy nagy, kétmanuálos flamand csembaló.

## Munkássága

### Színpadi művek
- Les jeux à l'honneur de la Victoire (balett, kb. 1691), elveszett
- Céphale et Procris (Lírai tragédia, 1694)

### Vokális zene
- Cantates françoises sur des sujets tirez de l'écriture, livre I (Párizs, 1708)
  - Esther
  - Le Passage de la Mer Rouge
  - Jacob et Rachel
  - Jonas
  - Suzanne et les vieillards
  - Judith
- Cantates françoises, livre II (Párizs, 1711)
  - Ádám
  - Le temple rebasti
  - Le Deluge
  - Joseph
  - Jepthe
  - Sampson
- La Musette, ou Les Bergers de Suresne (Párizs, 1713)
- Cantates françoises (Párizs, kb. 1715 (3 kantáta, 1 komikus duó))
  - Semele
  - L'Ile de Delos
  - Le Sommeil d'Ulisse
- Le Raccommodement Comique de Pierrot et de Nicole
- Te Deum (1721) elveszett
- Különféle dalok jelentek meg a Recueil d'airs sérieux et à Boire-ben (1710-1724)

### Hangszeres zenéje
- Pièces de clavessin (Paris, 1687)
  - d-moll szvit: Prelude / Allemande / Courante / 2d Courante / Sarabande / Gigue / Cannaris / Chaconne l’Inconstante / Menuet
  - g-moll szvit: Prelude / Allemande / Courante / 2d Courante / Sarabande / Gigue / 2d Gigue / Menuet
  - a-moll szvit: Prelude / Allemande / Courante / 2d Courante / Sarabande / Gigue / Chaconne / Gavott / Menuet
  - F-dúr szvit: Toccate / Allemande / Courante / 2d Courante / Sarabande / Gigue / Cannaris / Menuet
- Pièces de clavecin qui peuvent se jouer sur le viollon (Paris, 1707)
  - d-moll szvit: La Flamande / Double / Courante / Double / Sarabande /Gigue / Double / 2d Gigue / Rigadoun / 2d Rigadoun / Chaconne
  - G-dúr szvit: Allemande / Courante / Sarabande / Gigue / Menuet / Rondeau
- 2 szonáta hegedűre, viola da gamba-ra, és basso continuo-ra (c.1695)
- 6 szonáta hegedűre és basso continuo-ra (Paris [chez l'auteur, Foucault, Ribou, Ballard], 1707)
  - 1. d-moll szonáta: Grave / Presto / Adagio-Presto-Adagio / Presto-Aria / Presto
  - 2. D-dúr szonáta: Grave / Allegro / Aria (Affettusos) / Sarabande / Gavotte (Allegro) / Presto
  - 3. F-dúr szonáta: Grave / Presto-Adagio / Presto / Aria / Adagio
  - 4. G-dúr szonáta: [Grave]-Presto-Adagio / Presto-Adagio / Presto-Adagio / Aria
  - 5. a-moll szonáta: Grave / Presto / Adagio-Courante-Reprise / Aria
  - 6. a-moll szonáta: Allemande / Presto / Adagio / Aria / Adagio / Presto-Adagio / Aria